# Cruria platyxantha
Cruria platyxantha là một loài bướm đêm trong họ Noctuidae.